# Lijst van gemeenten in het departement Haute-Corse
Hieronder volgt een lijst van de 236 gemeenten (communes) in het Franse departement Haute-Corse (departement 2B).

## A
Aghione
- Aiti
- Alando
- Albertacce
- Aléria
- Algajola
- Altiani
- Alzi
- Ampriani
- Antisanti
- Aregno
- Asco
- Avapessa

## B
Barbaggio
- Barrettali
- Bastia
- Belgodère
- Bigorno
- Biguglia
- Bisinchi
- Borgo
- Brando
- Bustanico

## C
Cagnano
- Calacuccia
- Calenzana
- Calvi
- Cambia
- Campana
- Campi
- Campile
- Campitello
- Canale-di-Verde
- Canari
- Canavaggia
- Carcheto-Brustico
- Carpineto
- Carticasi
- Casabianca
- Casalta
- Casamaccioli
- Casanova
- Casevecchie
- Castellare-di-Casinca
- Castellare-di-Mercurio
- Castello-di-Rostino
- Castifao
- Castiglione
- Castineta
- Castirla
- Cateri
- Centuri
- Cervione
- Chiatra
- Chisa
- Corbara
- Corscia
- Corte
- Costa
- Croce
- Crocicchia

## E
Erbajolo
- Érone
- Ersa

## F
Farinole
- Favalello
- Felce
- Feliceto
- Ficaja
- Focicchia
- Furiani

## G
Galéria
- Gavignano
- Ghisonaccia
- Ghisoni
- Giocatojo
- Giuncaggio

## I
L'Île-Rousse
- Isolaccio-di-Fiumorbo

## L
Lama
- Lano
- Lavatoggio
- Lento
- Linguizzetta
- Loreto-di-Casinca
- Lozzi
- Lucciana
- Lugo-di-Nazza
- Lumio
- Luri

## M
Manso
- Matra
- Mausoléo
- Mazzola
- Meria
- Moïta
- Moltifao
- Monacia-d'Orezza
- Moncale
- Monte
- Montegrosso
- Monticello
- Morosaglia
- Morsiglia
- Muracciole
- Murato
- Muro

## N
Nessa
- Nocario
- Noceta
- Nonza
- Novale
- Novella

## O
Occhiatana
- Ogliastro
- Olcani
- Oletta
- Olmeta-di-Capocorso
- Olmeta-di-Tuda
- Olmi-Cappella
- Olmo
- Omessa
- Ortale
- Ortiporio

## P
Palasca
- Pancheraccia
- Parata
- Patrimonio
- Penta-Acquatella
- Penta-di-Casinca
- Perelli
- Pero-Casevecchie
- Pianello
- Piano
- Piazzali
- Piazzole
- Piedicorte-di-Gaggio
- Piedicroce
- Piedigriggio
- Piedipartino
- Pie-d'Orezza
- Pietracorbara
- Pietralba
- Pietra-di-Verde
- Pietraserena
- Pietricaggio
- Pietroso
- Piève
- Pigna
- Pino
- Piobetta
- Pioggiola
- Poggio-di-Nazza
- Poggio-di-Venaco
- Poggio-d'Oletta
- Poggio-Marinaccio
- Poggio-Mezzana
- Polveroso
- Popolasca
- Porri
- La Porta
- Prato-di-Giovellina
- Prunelli-di-Casacconi
- Prunelli-di-Fiumorbo
- Pruno

## Q
Quercitello

## R
Rapaggio
- Rapale
- Riventosa
- Rogliano
- Rospigliani
- Rusio
- Rutali

## S
Saliceto
- Scata
- Scolca
- Sermano
- Serra-di-Fiumorbo
- Silvareccio
- Sisco
- Solaro
- Sorbo-Ocagnano
- Sorio
- Soveria
- Speloncato
- Stazzona
- Sant'Andréa-di-Bozio
- Sant'Andréa-di-Cotone
- Sant'Antonino
- San-Damiano
- Saint-Florent
- San-Gavino-d'Ampugnani
- San-Gavino-di-Fiumorbo
- San-Gavino-di-Tenda
- San-Giovanni-di-Moriani
- San-Giuliano
- San-Lorenzo
- San-Martino-di-Lota
- Santa-Lucia-di-Mercurio
- Santa-Lucia-di-Moriani
- Santa-Maria-di-Lota
- Santa-Maria-Poggio
- San-Nicolao
- Santo-Pietro-di-Tenda
- Santo-Pietro-di-Venaco
- Santa-Reparata-di-Balagna
- Santa-Reparata-di-Moriani

## T
Taglio-Isolaccio
- Talasani
- Tallone
- Tarrano
- Tomino
- Tox
- Tralonca

## U
Urtaca

## V
Vallecalle
- Valle-d'Alesani
- Valle-di-Campoloro
- Valle-di-Rostino
- Valle-d'Orezza
- Vallica
- Velone-Orneto
- Venaco
- Ventiseri
- Venzolasca
- Verdèse
- Vescovato
- Vezzani
- Vignale
- Ville-di-Paraso
- Ville-di-Pietrabugno
- Vivario
- Volpajola

## Z
Zalana
- Zilia
- Zuani